# L.R. Vicenza
L.R. Vicenza Virtus, ehemals Vicenza Calcio, von 1953 bis 1990 bekannt als Lanerossi Vicenza, war ein italienischer Fußballverein aus der Stadt Vicenza in der Region Venetien. Der Verein wurde am 9. März 1902 gegründet und am 12. Juni 2018 aufgelöst. Der Pokalsieger von 1997 und Vizemeister von 1978 war von 1955 bis 1975 ununterbrochen in der ersten Liga und fusionierte 2018 mit dem FC Bassano 1903. Die Farben der Mannschaft waren rot und weiß.

## Geschichte
Nach der Vereins-Gründung am 9. März 1902 nahm Vicenza Calcio zum ersten Mal 1910/11 an der italienischen Meisterschaft teil und konnte durch den ersten Rang in der Vorrundengruppe von Venetien-Emilia-Romagna auf Anhieb das Endspiel erreichen, wo es allerdings mit 0:3 und 1:2 gegen die SG Pro Vercelli eine Niederlage setzte. In den Folgejahren konnte man die Position als eines der besten Teams aus der Region Emilia-Romagna bestätigen. Doch nach dem Ersten Weltkrieg und dem damit verbundenen Ausfall des Spielbetriebs rutschte Vicenza in untere Spielklassen ab. 1933 schaffte man dann wenigstens den Sprung in die zweite Liga, die Serie B. Erst 1942 gelang der Sprung in die höchste Spielklasse, die Serie A. Dort konnte man knapp den Klassenerhalt sichern, als man am letzten Spieltag bei Juventus Turin mit 6:2 siegreich war.
Nach dem Zweiten Weltkrieg stabilisierte sich Vicenza Calcio im Mittelfeld der Tabelle und belegte 1947 Rang sechs. Doch schon 1947/48 musste man den Abstieg in die Serie B hinnehmen und blieb abgeschlagen Vorletzter der Meisterschaft. Wegen finanzieller Probleme nahm man in den 1950er-Jahren den Namen der Wollwaren-Firma Lanerossi an und hieß fortan Lanerossi Vicenza. 1955 gelang der Wiederaufstieg in die Serie A, danach spielte der Verein bis 1975 ununterbrochen in der höchsten italienischen Spielklasse. In den Spielzeiten 1963/64 und 1965/66 gelang mit dem jeweils sechsten Rang die beste Platzierung dieser Zeit. Mit dem Brasilianer Luís Vinício stellte man 1966 sogar den Torschützenkönig der Serie A. In den übrigen Saisons kämpfte Vicenza zumeist gegen den Abstieg. 1975 fehlten dann drei Punkte, um diesen abzuwenden. Nach dem Abstieg gewann Vicenza 1977 die Meisterschaft der Serie B und in der darauf folgenden Saison 1977/78 wurde der Verein unter Präsident Giuseppe Farina überraschend italienischer Vizemeister mit dem Torschützenkönig Paolo Rossi (24 Tore). Der Stürmer war für die damalige Rekordablösesumme von 2,6 Milliarden Lire von Juventus gekommen. Aufgrund der schlechteren Tordifferenz gegenüber dem FC Bologna stieg man in der Folgesaison allerdings schon wieder ab. Kurz darauf stürzte man dann sogar in die Drittklassigkeit ab.
In den 1980er Jahren spielte der spätere Weltstar Roberto Baggio für Vicenza. Mit ihm gelang 1985 der Sprung zurück in die Serie B. Dort belegte man gleich den dritten Rang und damit einen Aufstiegsplatz für die Serie A; allerdings war man in einen Skandal um verschobene Partien verwickelt und musste daher sogar in die Serie C zwangsabsteigen. Nachdem Vicenza 1990 seinen ursprünglichen Namen wieder angenommen hatte, gelang 1992/93 der Wiederaufstieg in die Serie B. Mit dem Trainer Francesco Guidolin gelang zwei Jahre später auch die Rückkehr in die Serie A. Unter ihm schaffte Vicenza Calcio 1997 den größten Erfolg der Vereinsgeschichte, als man die Coppa Italia gewinnen konnte. Im Finale verlor man zwar zuerst bei der SSC Neapel 0:1, doch im Rückspiel siegte Vicenza 3:0 nach Verlängerung und holte den bislang einzigen Titel. In der nächsten Saison erreichte man das Halbfinale im Europapokal der Pokalsieger, wo man gegen den FC Chelsea ausschied.
1998/99 jedoch stieg Vicenza wieder in die Serie B ab, schaffte aber den direkten Wiederaufstieg, doch 2001 ging es wieder zurück in die Zweitklassigkeit. 2006 verlor der Klub dann die Abstiegs-Play-offs und stieg sportlich in die Serie C ab. Man profitierte aber vom Zwangsabstieg der Konkurrenten CFC Genua und Perugia Calcio und durfte doch in der zweiten Liga bleiben. 2011/12 profitierte der Verein abermals und stieg aufgrund des Zwangsabstieges der US Lecce trotz verlorenem Abstiegs-Play-off erneut nicht ab. Im Jahr darauf rangierte man zum Saisonende erneut auf dem 19. Tabellenplatz, diesmal musste man allerdings den Gang in die Drittklassigkeit antreten, da der Rückstand auf den 18. Tabellenrang, von Virtus Lanciano belegt, sechs Punkte betrug und somit Playout-Spiele wegfielen. Im Juni 2018 fusionierte man mit dem Bassano Virtus zum L.R. Vicenza Virtus.
Im Jahr 2018 fusionierte der Verein mit FC Bassano 1903 und firmiert nun unter dessen Namen. In der Saison 2022/23 spielte der Verein in der fünften Spielklasse in Venetien.

## Vereinsnamen
- 1902–1928: Associazione del Calcio in Vicenza (ACIVI)
- 1908–1928: Associazione del Calcio di Vicenza
- 1928–1932: Associazione Calcio Vicenza
- 1932–1945: Associazione Fascista Calcio Vicenza
- 1945–1953: Associazione Calcio Vicenza
- 1953–1967: Associazione Calcio Lanerossi Vicenza
- 1967–1990: Società Sportiva Lanerossi Vicenza
- 1990–2018: Vicenza Calcio S.p.A. 1902
- seit 2018: Lanerossi Vicenza Virtus

## Ehemalige Spieler
- Gabriele Ambrosetti
- Vlada Avramov
- Roberto Baggio
- Alberto Bigon
- Massimo Briaschi
- Nicolò Brighenti
- Bruno Camolese
- Sergio Campana
- Domenico Di Carlo
- Sergio Carantini
- Chinesinho
- Gino Colaussi
- Mario David
- Luigi Delneri
- Héctor Demarco
- Renato Faloppa
- Osvaldo Fattori
- Ugo Ferrante
- Roberto Filippi
- Daniele Fortunato
- Sergio Gori
- Mohamed Kallon
- Davide Lanzafame
- Giovanni Lopez
- Massimo Margiotta
- Gustavo Méndez
- Piermario Morosini
- Arturo Di Napoli
- Bruno Quaresima
- Matteo Paro
- Eraldo Pecci
- Giorgio Puia
- Ivo Pulga
- Antonio Rondon
- Paolo Rossi
- Mauro Sandreani
- Alfonso Santagiuliana
- Giulio Savoini
- Stefan Schwoch
- Franco Semioli
- Lucidio Sentimenti
- Pietro Spinato
- Leonardo Spinazzola
- Giorgio Sterchele
- Luca Toni
- Paride Tumburus
- Paolo Vanoli
- Fabio Viviani
- Luís Vinício
- Gianfranco Volpato
- Paolo Zanetti

## Ehemalige Trainer
- Silvio Baldini
- Fulvio Bernardini
- Cristian Brocchi
- Tarcisio Burgnich
- Aldo Campatelli
- Giovan Battista Fabbri
- Eugenio Fascetti
- Romano Fogli
- Francesco Guidolin
- Béla Guttmann
- Giuseppe Iachini
- András Kuttik
- Andrea Mandorlini
- Rolando Maran
- Manlio Scopigno
- Franz Sedlacek
- Renzo Ulivieri
- Corrado Viciani

## Vereinsrekorde
Serie A
- Höchster Sieg: 5:0 Vicenza Calcio – AC Venedig in der Saison 1945/46 und L.R. Vicenza – AS Rom 1959/60.
- Höchste Niederlage: 6:0 AC Turin – Vicenza Calcio in der Saison 1946/47 und Juventus Turin – Vicenza Calcio in der Saison 1947/48.
- Rekordspieler: Luigi Menti mit 162 Einsätzen.
- Rekordtorschütze: Luís Vinício mit 25 Toren
- Meiste Tore in einer Saison: Luís Vinício mit 25 Toren in der Saison 1965/66

Coppa Italia
- Gewinner 1997